# Lijst van voetbalinterlands Ethiopië - Guinee
Deze lijst van voetbalinterlands is een overzicht van alle officiële voetbalwedstrijden tussen de nationale teams van Ethiopië en Guinee. De Afrikaanse landen hebben tot op heden elf keer tegen elkaar gespeeld. De eerste ontmoeting was een groepswedstrijd tijdens de Afrika Cup 1976 op 3 maart 1976 in Addis Abeba. Het laatste duel, een kwalificatiewedstrijd voor de Afrika Cup 2025, werd gespeeld op 15 oktober 2024 in Abidjan (Ivoorkust).

## Wedstrijden
| №  | Plaats      | Datum            | Competitie                   | Wedstrijd         | Uitslag |
| -- | ----------- | ---------------- | ---------------------------- | ----------------- | ------- |
| 1  | Addis Abeba | 3 maart 1976     | Afrika Cup 1976              | Ethiopië − Guinee | 1 − 2   |
| 2  | Conakry     | 28 juni 1981     | Afrika Cup 1982 kwalificatie | Guinee − Ethiopië | 2 − 2   |
| 3  | Addis Abeba | 4 oktober 1981   | Afrika Cup 1982 kwalificatie | Ethiopië − Guinee | 1 − 1   |
| 4  | Addis Abeba | 12 oktober 2002  | Afrika Cup 2004 kwalificatie | Ethiopië − Guinee | 1 − 0   |
| 5  | Conakry     | 6 juli 2003      | Afrika Cup 2004 kwalificatie | Guinee − Ethiopië | 3 − 0   |
| 6  | Addis Abeba | 5 september 2010 | Afrika Cup 2012 kwalificatie | Ethiopië − Guinee | 1 − 4   |
| 7  | Conakry     | 4 september 2011 | Afrika Cup 2012 kwalificatie | Guinee − Ethiopië | 1 − 0   |
| 8  | Casablanca  | 24 maart 2023    | Afrika Cup 2023 kwalificatie | Guinee − Ethiopië | 2 − 0   |
| 9  | Rabat       | 27 maart 2023    | Afrika Cup 2023 kwalificatie | Ethiopië − Guinee | 2 − 3   |
| 10 | Abidjan     | 12 oktober 2024  | Afrika Cup 2025 kwalificatie | Guinee − Ethiopië | 4 − 1   |
| 11 | Abidjan     | 15 oktober 2024  | Afrika Cup 2025 kwalificatie | Ethiopië − Guinee | 0 − 3   |

## Samenvatting
| Competitie              | Totaal gespeeld | Winst Ethiopië | Gelijk | Winst Guinee | Doelsaldo Ethiopië – Guinee |
| ----------------------- | --------------- | -------------- | ------ | ------------ | --------------------------- |
| Afrika Cup              | 1               | 0              | 0      | 1            | 1 − 2                       |
| Afrika Cup-kwalificatie | 10              | 1              | 2      | 7            | 8 − 23                      |
| Totaal                  | 11              | 1              | 2      | 8            | 9 − 25                      |

Wedstrijden bepaald door strafschoppen worden, in lijn met de FIFA, als een gelijkspel gerekend.
EFF · 
A-internationals · 
Ethiopisch vrouwenelftal · Olympisch elftal
1940 – 1949 · 
1950 – 1959 · 
1960 – 1969 · 
1970 – 1979 · 
1980 – 1989 · 
1990 – 1999 · 
2000 – 2009 · 
2010 – 2019 ·
2020 − 2029
Algerije ·
Angola ·
Benin ·
Botswana ·
Burkina Faso ·
Burundi ·
Centraal-Afrikaanse Republiek ·
Comoren ·
Congo-Brazzaville ·
Congo-Kinshasa ·
Djibouti ·
Egypte ·
Ghana ·
Griekenland ·
Guinee ·
Guinee-Bissau ·
Guyana ·
Israël ·
Ivoorkust ·
Jemen ·
Joegoslavië ·
Kaapverdië ·
Kameroen ·
Kenia ·
Lesotho ·
Liberia ·
Libië ·
Madagaskar ·
Malawi ·
Mali ·
Marokko ·
Mauritanië ·
Mauritius ·
Mozambique ·
Namibië ·
Niger ·
Nigeria ·
Oeganda ·
Rwanda ·
Sao Tomé en Principe ·
Senegal ·
Seychellen ·
Sierra Leone ·
Soedan ·
Somalië ·
Tanzania ·
Togo ·
Tsjaad ·
Tunesië ·
Turkije ·
Zambia ·
Zimbabwe ·
Zuid-Afrika ·
Zuid-Jemen ·
Zuid-Soedan
FGF · A-internationals · Guinees vrouwenelftal
1960-1969 ·
1970-1979 ·
1980-1989 ·
1990-1999 ·
2000-2009 ·
2010-2019 ·
2020-2029
AC 1970 ·
AC 1974 ·
AC 1976 ·
AC 1980 ·
AC 1994 ·
AC 1998 ·
AC 2004 ·
AC 2006 ·
AC 2008 ·
AC 2012
1962 ·
1963 ·
1964 ·
1965 ·
1966 ·
1967 ·
1968 ·
1969 ·
1970 ·
1971 ·
1972 ·
1973 ·
1974 ·
1975 ·
1976 ·
1977 ·
1978 ·
1979 ·
1980 ·
1981 ·
1982 ·
1983 ·
1984 ·
1985 ·
1986 ·
1987 ·
1988 ·
1989 ·
1990 ·
1991 ·
1992 ·
1993 ·
1994 ·
1995 ·
1996 ·
1997 ·
1998 ·
1999 ·
2000 ·
2001 ·
2002 ·
2003 ·
2004 ·
2005 ·
2006 ·
2007 ·
2008 ·
2009 ·
2010 ·
2011 ·
2012 ·
2013 ·
2014 ·
2015 ·
2016 ·
2017 ·
2018 ·
2019 ·
2020 ·
2021 ·
2022 ·
2023 ·
2024
Algerije ·
Angola ·
Benin ·
Bermuda ·
Botswana ·
Brazilië ·
Burkina Faso ·
Burundi ·
Cambodja ·
Centraal-Afrikaanse Republiek ·
Chili ·
China ·
Comoren ·
Congo-Brazzaville ·
Congo-Kinshasa ·
DDR ·
Egypte ·
Equatoriaal-Guinea ·
Ethiopië ·
Gabon ·
Gambia ·
Ghana ·
Guinee-Bissau ·
Indonesië ·
Irak ·
Iran ·
Ivoorkust ·
Kaapverdië ·
Kameroen ·
Kenia ·
Kosovo ·
Lesotho ·
Liberia ·
Libië ·
Madagaskar ·
Malawi ·
Mali ·
Marokko ·
Mauritanië ·
Mauritius ·
Mozambique ·
Namibië ·
Niger ·
Nigeria ·
Noord-Korea ·
Oeganda ·
Rwanda ·
Senegal ·
Sierra Leone ·
Soedan ·
Somalië ·
Swaziland ·
Tanzania ·
Togo ·
Tsjaad ·
Tunesië ·
Turkije ·
Vanuatu ·
Venezuela ·
Vietnam ·
Zaïre ·
Zambia ·
Zimbabwe ·
Zuid-Afrika ·
Zuid-Jemen